# 劫持白銀
《劫持白銀》，簡體中文版譯作《雪國之劫》，是日本作家東野圭吾的長篇懸疑小說。日本的小說一般都是先發行單行本，再發行文庫版，但本作則是文庫版先行，然後再發行單行本。2010年由實業之日本社發行了文庫本，2011年才發行了單行本，發售一個多月就突破100萬本銷量。本作是東野繼《鳥人計畫》、《布穀鳥的蛋是誰的》及散文集《挑戰？》後又一本以滑雪為題材的作品。
此外曾主演過東野圭吾小說《白夜行》改編電影的堀北真希為本作拍攝了電視宣傳廣告，於2010年11月15日起在WOWOW電視台、JR火車頻道及室外宣傳屏幕播出。

## 出版書籍
| 出版社         | 出版日期       | 格式   | 頁數  | ISBN                   | 譯者   |
| -------------- | -------------- | ------ | ----- | ---------------------- | ------ |
| 實業之日本社   | 2010年10月5日  | 文庫本 | 416頁 | ISBN 978-4-40-855004-6 | 不適用 |
| 朝鮮 (地區)    | 2011年10月24日 | 平裝書 | 446頁 | ISBN 978-899-673312-6  |        |
| 實業之日本社   | 2011年11月17日 | 單行本 | 344頁 | ISBN 978-4-40-853599-9 | 不適用 |
| 三采文化       | 2013年5月4日   | 平裝書 | 376頁 | ISBN 978-986-229-866-4 | 緋華璃 |
| 上海譯文出版社 | 2013年7月15日  | 平裝書 | 272頁 | ISBN 978-753-276161-6  | 鄭悅   |
| 皇冠文化出版   | 2022年12月5日  | 平裝書 | 383頁 | ISBN 978-957-33-3959-5 | 王蘊潔 |

## 故事簡介
倉田玲司的工作是在滑雪場負責控制索道和纜車。從開始工作至今已經15年了，40歲的他每日過著結婚無望的生活。某日，滑雪場收到了恐嚇信，寄信人在信內聲稱在滑雪場裡埋了炸彈。在不能報警的情況下，犯人開始悠然地奪取贖金。究竟威脅滑雪場的犯人的動機究竟是什麼？一年前的某件事正是本案的關鍵。

## 登場人物
倉田 玲司（Kurata Reiji）
新月高原滑雪場的索道技術管理人員，40多歲的男性，未婚。
20年前進入了廣世觀光株式會社，5年後轉去了新月高原滑雪場。
辰巳 豐（Tatsumi Yutaka）
在新月高原滑雪場工作的滑雪場整備主任。
津野 雅夫（Tsuno Masao）
在新月高原滑雪場工作的索道部主任。
根津 昇平（Nezu Shouhei）
新月高原滑雪場工作的巡邏員。
藤崎 繪留（Fujisaki Eru）
新月高原滑雪場工作的巡邏員。
桐林 祐介（Kiribayashi Yuusuke）
新月高原滑雪場今年新進的巡邏隊員。
瀬利 千晶（Seri Chiaki）
女性滑雪愛好者。在滑雪場附近的小酒吧間做著打工。
入江 義之（Irie Yoshiyuki）
新月高原滑雪場的客人，滑雪能力1級。一年前妻子在滑雪場意外死亡。
入江 達樹（Irie Tatsuki）
入江義之的兒子，目睹母親的死亡而留下對滑雪的恐懼。
增淵 康英（Masubuchi Yasuhide）
北月町町長。
增淵 英也（Mmasubuchi Hideya）
增淵康英的兒子，北月町地方政府辦公室工作。

## 漫畫
漫畫家高柳衣良以東野圭吾的《劫持白銀》改以漫畫作品。

2013年12月16日由實業之日本社在日本發行，編入マンサンコミックス系列漫畫。ISBN 9784408174730。

## 電視劇
朝日電視台2014年8月2日播放。主演是新潟縣出生的渡邊謙。因為擁有做滑雪學校的老師的父親，父母家經營滑雪場，這樣的渡邊滑雪的能力也是一流，從2014年3月中旬開始約3個月在岩手縣的安比高原滑雪場逗留，在滑雪場全面合作下，氣溫零下17度，風速25米嚴酷的狀況中攝影。

### 主演
- 倉田玲司 - 渡邊謙
- 藤崎繪留 - 廣末涼子（粵語配音：莎拉）
- 根津昇平 - 岡田將生（粵語配音：梁皓翔）
- 辰巳豐 - 鈴木浩介
- 增淵英也 - 中尾明慶
- 瀬利千晶 - 山下莉緒
- 桐林祐介 - 莊野崎謙
- 松宮忠明 - 渡邊哲
- 中垣芳樹- 金田明夫
- 日吉浩三 - 平泉成
- 日吉友恵 - 野際陽子（特別演出）（粵語配音：陳凱婷）
- 筧純一郎 - 國村隼
- 宮内 - 近江谷太朗
- 増淵 - ベンガル
- 入江義之 - 安田顕
- 入江香澄 - 中込佐知子
- 入江達樹 - 須田瑛斗
- 上山祿郎 - 増田修一朗
- 老人 - 湯澤勉
- 平田署長 - 中西良太
- 小杉 - 田村幸士

| 香港 ViuTV 星期一 12:55 - 15:30                                                             | 香港 ViuTV 星期一 12:55 - 15:30                                                          | 香港 ViuTV 星期一 12:55 - 15:30 |
| ------------------------------------------------------------------------------------------- | ---------------------------------------------------------------------------------------- | ------------------------------- |
|                                                                                             | 劫持白銀 （2016年5月2日）                                                                |                                 |
| 2016年4月25日 智富通（12:55 - 13:30） 浪漫泰屋（13:30 - 14:30） 輝哥的饌賞（14:30 - 15:30） | 2016年5月9日 智富通（12:55 - 13:30） 衛子夫（13:30 - 14:30） 輝哥的饌賞（14:30 - 15:30） |                                 |